# André Bukia
André Watshini Bukia (Kinshasa, 3 marzo 1995) è un calciatore congolese (Repubblica Democratica del Congo), attaccante dell'Alverca.